# آنا ویسی
آنا ویسی (به انگلیسی: Anna Vissi) (زاده ۲۰ دسامبر ۱۹۵۷) خواننده قبرسی-یونانی است. او در مسابقه آواز یوروویژن ۱۹۸۰ و مسابقه آواز یوروویژن ۲۰۰۶ نماینده یونان بود. او همچنین در مسابقه آواز یوروویژن ۱۹۸۲ نماینده قبرس بود.